# Hans-Günther Looff
Hans-Günther Looff (ur. 10 lutego 1906, zm. 22 czerwca 1940) – oficer niemieckiej floty podwodnej, korvettenkapitän, w okresie przedwojennym oraz w trakcie II wojny światowej dowódca okrętów podwodnych U-9, U-28 i U-23. Od października 1937 do września 1939 roku, dowódca 1. Flotylli U-Bootów „Weddingen”. Do marca 1940 roku pełnił następnie funkcje sztabowe w FdU West i FdU/SKL, po czym objął dowództwo okrętu U-122, na którym zginął 22 czerwca 1940 roku.

## Życiorys
Hans-Günther Looff urodził się 10 lutego 1906 roku w Berlinie, po czym w 1925 roku wstąpił do służby Reichsmarine. Po utworzeniu Kriegsmarine i odrodzeniu się w 1935 roku niemieckiej floty podwodnej, 21 sierpnia 1935 roku objął dowództwo U-9, na przełomie zaś 1936 i 1937 roku został dowódcą U-28 a następnie U-23.  Dowództwo ostatniego z nich sprawował do 30 września 1937 roku. W październiku tego roku objął dowództwo  Flotylli U-Bootów „Weddingen” i pozostawał na czele tej jednostki do września 1939 roku, pełniąc jednocześnie funkcje sztabowe w FdU West i FdU/SKL. Po objęciu przez admirała Dönitza funkcji Befehlshaber der U-Boote (BdU) pozostawał w sztabie BdU do marca 1940 roku. 30 marca 1940 roku otrzymał dowództwo U-122, na którym zginął 22 czerwca 1940 roku, między Morzem Północnym, a Zatoką Biskajską.